# Cloudbusting
Cloudbusting is een nummer van de Britse zangeres Kate Bush. Het was de tweede single van het album Hounds of love uit 1985. Op 14 oktober dat jaar werd het nummer op single uitgebracht.

## Achtergrond
Het nummer betreft de hechte relatie tussen Wilhelm Reich en zijn zoon Peter. Het nummer verhaalt de herinneringen van Peter uit zijn jeugd op het landgoed Orgonon waar de twee samen een regenmachine (cloudbuster) bouwden. Verder bezingt Bush de gevangenneming van Wilhelm Reich en het gevoel van verdriet en hulpeloosheid, welke de jonge Peter als gevolg hiervan ervoer. Het nummer is geïnspireerd op de memoires A book of dreams geschreven door Peter Reich in 1973.
De videoclip werd geregisseerd door Bush en Julian Doyle (bekend van onder andere Brazil) en werd tezamen met Terry Gilliam uitgevoerd. Bush zelf vertolkt de rol van de jonge Peter en de Canadese acteur Donald Sutherland speelt Wilhelm Reich. De videoclip werd opgenomen op de Vale of White Horse in Oxfordshire. In het Verenigd Koninkrijk werd de videoclip in bioscopen vertoond. In Nederland werd de videoclip destijds op televisie uitgezonden door de popprogramma's AVRO's Toppop, Countdown van Veronica en Popformule van de TROS. 
De plaat werd in een aantal landen een hit en bereikte in thuisland het Verenigd Koninkrijk de 20ste positie in de UK Singles Chart. In Ierland werd de 13e positie bereikt en in Duitsland de 20e.
In Nederland was de plaat op zondag 3 november 1985 de 96e Speciale Aanbieding bij de KRO op toen nog Hilversum 3 en werd een grote hit in de destijds drie hitlijsten op de nationale publieke popzender. De plaat bereikte de 11e positie in de Nederlandse Top 40, de 13e positie in de Nationale Hitparade en in de allerlaatste op donderdag 21 november 1985 uitgezonden TROS Top 50 werd de 28e positie bereikt. In de Europese hitlijst, de TROS Europarade, werd géén notering behaald.
In België bereikte de plaat de 13e positie in de voorloper van de Vlaamse Ultratop 50 en de 18e positie in de Vlaamse Radio 2 Top 30. In Wallonië werd géén notering behaald.
In 1992 gebruiken de Utah Saints een sample van het nummer voor hun hitje 'Something good'. Een remix van deze versie ('Something Good 08') krijgt in 2008 wat airplay op 3FM.
Sinds de editie van december 2005, staat de plaat genoteerd in de jaarlijkse NPO Radio 2 Top 2000 van de Nederlandse publieke radiozender NPO Radio 2, met als hoogste notering een 424e positie in 2022. Dit is mede te danken doordat de plaat voorkomt in de populaire horror televisieserie Stranger Things.

## NPO Radio 2 Top 2000
| Nummer met noteringen in de NPO Radio 2 Top 2000 | '05 | '06 | '07 | '08  | '09 | '10 | '11 | '12 | '13 | '14 | '15 | '16 | '17 | '18 | '19 | '20 | '21 | '22 | '23 | '24 |
| ------------------------------------------------ | --- | --- | --- | ---- | --- | --- | --- | --- | --- | --- | --- | --- | --- | --- | --- | --- | --- | --- | --- | --- |
| Cloudbusting                                     | 767 | 896 | 909 | 1275 | 661 | 751 | 736 | 496 | 614 | 478 | 620 | 578 | 598 | 644 | 657 | 654 | 587 | 424 | 474 | 427 |

1. ↑  Een vetgedrukt getal geeft de hoogste notering aan.
2. ↑  2005 was het eerste jaar met een notering voor dit nummer.